# Pjesma Eurovizije 2023.
██ Zemlje finalisti
██ Zemlje koje su eliminirane u polufinalu
██ Zemlje koje su sudjelovale u prošlosti, no neće 2023.
Pjesma Eurovizije 2023. bio je 67. izbor za najbolju Pjesmu Eurovizije. Natjecanje se održavalo 9., 11. i 13. svibnja 2023. u Liverpoolu u Ujedinjenom Kraljevstvu nakon što Ukrajina, pobjednica natjecanja 2022. s pjesmom Stefania sastava Kalush Orchestra, nije mogla ispuniti zahtjeve za domaćinstvo zbog sigurnosnih problema izazvanih invazijom Rusije na Ukrajinu 2022. U organizaciji Europske radiodifuzijske unije (EBU) i domaćina BBC-ja u ime Javne radiotelevizije Ukrajine (UA:PBC), natjecanje se sastojalo od dva polufinala i finala u svibnju 2023. Tri emisije uživo vodile su britanska pjevačica Alesha Dixon, britanska glumica Hannah Waddingham i ukrajinska pjevačica Julia Sanina, a u finalu im se pridružio i irski televizijski voditelj Graham Norton.
Pobjedu je uvjerljivo odnijela Švedska. Drugoplasirana je Finska, koja je osvojila najveći broj bodova publike, a slijedile su je Izrael, Italija i Norveška. Hrvatski predstavnici, grupa Let 3, osvojili su 13. mjesto: pretposljednje, 25. mjesto po glasovima žirija i 7. mjesto po broju glasova publike.
Bio je to rekordni deveti put da je Ujedinjeno Kraljevstvo bilo domaćin natjecanja; prije toga bili su domaćini u Birminghamu 1998. godine.
Na natjecanju je sudjelovalo trideset i sedam zemalja, od natjecanja su odustale Bugarska, Crna Gora i Sjeverna Makedonija. Bio je to i najmanji broj sudionika na Eurosongu od 2014. godine, kada je u Kopenhagenu sudjelovalo također 37 zemalja.

## Lokacija
Pobjedom Ukrajine na prošlogodišnjem natjecanju ta je država dobila pravo na organizaciju Eurosonga na svom teritoriju. To bi bio treći put da je Ukrajina domaćin Pjesme Eurovizije (prethodna dva puta su domaćini bili 2005. i 2017., međutim slijedom rata u Ukrajini, zbog invazije na Ukrajinu, spekuliralo se da bi domaćin Pjesme Eurovizije mogla biti jedna od zemalja Velike petorke (koja se sastoji od Francuske, Italije, Njemačke, Španjolske, te Ujedinjenog Kraljevstva) koje bi bile pozvane da sudjeluju u domaćinstvu Eurosonga 2023.
16. svibnja 2022. Mikola Černoticki, predsjedavajući član ukrajinske nacionalne kuće Суспільне (Suspilne), izjavio je kako Ukrajina želi organizirati natjecanje u mirnoj Ukrajini koja može garantirati sigurnost svih natjecatelja i delegacija. Naknadno je ukrajinski predsjednik Volodimir Zelenski izjavio kako se nada da bi se natjecanje moglo održati u Mariupolju. Černotitski je kasnije izjavio kako će Suspiljne započeti pregovore s EBU-om oko domaćinstva natjecanja.
Sljedeće države izjavile su zainteresiranost za domaćinstvo ako Ukrajina ne bude u mogućnosti organizirati natjecanje: Italija, Nizozemska,Poljska, Španjolska (koja je naknadno odustala), Švedska te Ujedinjeno Kraljevstvo.
16.lipnja 2022. ukrajinska nacionalna televizija Suspiljne i EBU održali su sastanak kako bi uvidjeli mogućnost održavanja natjecanja 2023. u Ukrajini. Međutim. 17. lipnja 2022. EBU je dao službenu izjavu kako se Pjesma Eurovizije 2023. neće održati u Ukrajini zbog izrazito lošeg političkog i ratnog stanja izazvanog ruskom invazijom na Ukrajinu, te je EBU započeo pregovore s britanskom nacionalnom televizijom BBC, kao drugoplasiranom državom na natjecanju prethodne godine, kao potencijalnoga domaćina za ovogodišnju Pjesmu Eurovizije. Bit će to prvi puta od 1980. godine kako se natjecanje neće održati u zemlji koja je pobijedila prethodne godine. Kao odgovor na odluku EBU-a, Černotcki je u pismu EBU-u, a koje su potpisali ukrajinski pobjednici na Pjesmama Eurovizije Ruslana, Jamala te Oleh Psijuh (osnivač grupe Kaluš Orkestra) zahtjevao daljnje pregovore s EBU-om. Na to je Unija odgovorila kako razumije razočarenje ukrajinske delegacije zbog odluke, uz objašnjenje kako natjecanje ne može biti održano u Ukrajini zbog sigurnosnih razloga. Također, Unija inzistira da se proces zemlje domaćia ne smije koristiti u političke svrhe. Zbog presedana da se prvi put od uvođenja polufinalnih večeri natjecanje neće održati u zemlji koja je prethodne godine pobijedila, još u početku je bilo nepoznato hoće li Ukrajina kao pobjednik natjecanja 2022. dobiti direktan plasman u veliko finale na natjecanju dogodine. 25. srpnja 2022, EBU objavljuje kako će domaćin natjecanja 2023 godine biti Ujedinjeno Kraljevstvo u suradnji s ukrajinskom nacionalnom televizijom te kako će Ukrajina biti direktno plasirana u veliko finale. Ovo će biti peti put kako Ujedinjeno Kraljevstvo ugošćuje Pjesmu Eurovizije umjesto godinu dana ranije pobjedničke zemlje, a to su napravili umjesto Nizozemske 1960., Francuske 1963., Monaka 1972. i Luksemburga1974.

### Natječaj za domaćinstvo
Nakon što je EBU izjavio kako Ukrajina neće biti domaćin Pjesme Eurovizije, nego će ta čast pripasti Ujedinjenom Kraljevstvu, mnogi gradovi su izrazili interes za domaćinstvo:
Aberdeen, Belfast, Birmingham, Brighton, Bristol, Cardiff, Edinburgh, Glasgow, Leeds, Liverpool, London, Manchester, Newcastle, Sheffield, Sunderland te Wolverhampton. Nottingham, te grad Londonderry su naknadno izrazili interes nakon što je UK službeno potvrđen kao zemlja domaćin.
Tijekom prve faze procesa nadmetanja, BBC je primio izraze zainteresiranosti iz 20 britanskih gradova od kojih je sedam ušlo u uži izbor 12. kolovoza 2022: Birmingham, Glasgow, Leeds, Liverpool, Manchester, Newcastle i Sheffield.
Nakon što su u uži krug natječaja ušli Liverpool i Glasgow, 7. listopada 2022 godine BBC je objavio kako će se natjecanje održati u Liverpoolu u Liverpool Areni.
Kriteriji za izbor grada domaćina prethodnih godina uključivali su:
- prostor koji može primiti minimalno 10 000 gledatelja
- press centar za najviše 1 500 novinara
- laku dostupnost međunarodne zračne luke
- hotelski smještaj za najmanje 2 000 delegata, novinara i gledatelja.

###### Gradovi koji su iskazali interes i prezentirali svoje kandidature
Legenda:

 †  Grad domaćin
 ‡  Završni uži izbor
 ‡  Uži izbor
     Predana ponuda
| Grad          | Arena                      | Bilješke | Ref.                               |
| ------------- | -------------------------- | --- | ---------------------------------- |
| Aberdeen      | The Event Complex Aberdeen | — | [ 26 ]                             |
| Belfast       | Odyssey Arena              | — | [ 27 ] [ 28 ]                      |
| Birmingham    | NEC Arena ‡                | Podržala gradska skupština Birminghama. | [ 29 ]                             |
| Brighton      | —                          | Odustali od izbora 11. kolovoza 2022, navodeći manjak potrebne infrastrukture i mjesta održavanja                                                       | [ 30 ] [ 31 ] [ 32 ] [ 33 ]        |
| Bristol       | Bristol Arena              | — | [ 34 ]                             |
| Cardiff       | Millennium Stadium         | Odustali od ponude 3. kolovoza 2022. navodeći nedostupnost ponuđene arene.                                                                              | [ 35 ] [ 36 ]                      |
| Darlington    | The Darlington Arena       | Prijedlog je ovisio o izgradnji krova za pokrivanje arene. Uz podršku gradskog vijeća Darlingtona i zajedničke uprave Tees Valley.                      | [ 37 ] [ 38 ]                      |
| Derry         | —                          | Povukao je svoj prijedlog 8. kolovoza 2022., navodeći nedostatak odgovarajućeg mjesta i prateće smještajne infrastrukture.                              | [ 39 ] [ 40 ]                      |
| Edinburgh     | —                          | Podržalo gradsko vijeće Edinburgha | [ 41 ]                             |
| Glasgow       | The Hydro ‡                | Podržalo gradsko vijeće grada Glasgowa. | [ 42 ]                             |
| Leeds         | Leeds Arena ‡              | Podržalo gradsko vijeće grada Leedsa. | [ 43 ] [ 42 ]                      |
| Liverpool     | Liverpool Arena †          | Podržalo gradsko vijeće grada Liverpoola. Mjesto održavanja Pjesme Eurovizije 2023.                                                                     | [ 44 ] [ 45 ] [ 46 ] [ 42 ] [ 47 ] |
| London        | —                          | London je ispunio kriterije, ali nije ušao u uži izbor jer su BBC i britanska vlada imali za cilj "premjestiti događaje i prilike izvan glavnog grada". | [ 30 ] [ 48 ] [ 42 ]               |
| Manchester    | Manchester Arena ‡         | Podržalo gradsko vijeće grada Manchestera. | [ 49 ] [ 42 ]                      |
| Newcastle     | Newcastle Arena ‡          | Podržalo gradsko vijeće grada Newcastlea. | [ 50 ] [ 51 ] [ 42 ]               |
| Nottingham    | Nottingham Arena           | Povukao je svoj prijedlog 9. kolovoza 2022., navodeći kao razlog nesposobnost predloženog mjesta da ispuni zahtjeve EBU-a.                              | [ 52 ] [ 53 ]                      |
| Prudhoe       | —                          | — | [ 54 ]                             |
| Sheffield     | Sheffield Arena ‡          | Uz potporu gradskog vijeća Sheffielda i zajedničke uprave gradonačelnika Južnog Yorkshirea.                                                             | [ 55 ] [ 56 ]                      |
| Sunderland    | Stadium of Light           | Povukao je svoj prijedlog 10. kolovoza 2022., navodeći kao razlog nedostupnost predloženog mjesta.                                                      | [ 57 ] [ 58 ] [ 59 ]               |
| Wolverhampton | —                          | — | [ 27 ]                             |

## Produkcija
Pjesmu Eurovizije 2023. producirat će britanska javna televizija British Broadcasting Corporation. Ukrajinski javni emiter, Public Broadcasting Company of Ukraine (UA:PBC), radit će s BBC-jem na razvoju i implementaciji ukrajinskih elemenata za emisije uživo. Tri emisije producirat će BBC Studios, BBC-jeva komercijalna podružnica. Rachel Ashdown služit će kao glavni povjerenik.

### Vizualni dizajn
7. listopada 2022., zajedno s objavom grada domaćina, EBU je otkrio generički logo za natjecanje 2023. Srce Eurovizije, koje obično ima zastavu zemlje domaćina smještenu u svom središtu, sadrži ukrajinsku zastavu za ovu godinu koja odražava pobjedu zemlje prethodne godine. Tekst 'Song Contest' dolje je popraćen 'United Kingdom' i niže 'Liverpool 2023'.
Grafički dizajn te slogan natjecanja predstavljeni su 31. siječnja 2023. Slogan natjecanja glasi United by Music (Ujedinjeni glazbom). Logotip natjecanja sastoji se od šarenog efekta elektrokardiograma koji proizvodi niz srca, od kojih svako reagira na ritam i zvuk kako bi se ilustrirao otkucaj srca. Boje na logotipu predstavljaju kombinaciju boja zastava Ujedinjenog Kraljevstva i Ukrajine kako bi predstavili radost i raznolikost na natjecanju i time doprinijeli svjetlijem izgledom u odnosu na prethodne godine kada su dominirale tamne boje. Za potrebe izrade logotipa, korišten je font Penny Lane, inspiriran natpisima od lijevanog željeza iz 20. stoljeća koji prikazuju imena ulica u Liverpoolu i pokazuju bogato nasljeđe grada.

### Voditelji
22. veljače 2023. BBC je objavio voditelje ovogodišnje Pjesme Eurovizije. Britanska pjevačica Alesha Dixon, britanska glumica Hannah Waddingham i ukrajinska pjevačica Julia Sanina vodit će sve tri emisije, a irski televizijski voditelj i britanski komentator natjecanja od 2009., Graham Norton, pridružit će im se u finalu. Timur Miroshnychenko (koji je bio jedan od voditelja natjecanja 2017.) i Sam Quek bit će domaćini događaja Turquoise Carpet i ceremonije otvaranja Pjesme Eurovizije.

### Dizajn pozornice
Europska radiodifuzijska unija (EBU) otkrila je dizajn pozornice 2. veljače 2023. Autor pozornice je Julio Himede, a koncept je baziran na principima “zajedništva, slavlja i zajednice”.
Na više od 450 kvadratnih metara pozornice, ovaj set donosi dodatnih 220 kvadratnih metara neovisno pomicajućih i okretnih videoekrana, kao i 700 video tuba ukorpororiranih u pod i više od 1500 metara LED svjetala.
“Arhitektura je inspirirana velikim zagrljajem, koji otvara svoje ruke Ukrajini, izvođačima i gostima diljem svijeta. Fokusirao sam se na kulturne aspekte i sličnosti između Ukrajine, Ujedinjenog Kraljevstva i specifično Liverpoola. Od glazbe, plesa i umjetnosti do arhitekture i poezije”, izjavio je Julio Himede i dodao: “Naša dužnost kao dizajnera je da poboljšamo nastupe kroz uvjerljiv vizualni krajolik, koji obuhvaća srce i dušu Eurosonga.”
Dana 26. travnja 2023. kralj Charles te njegova supruga                                                                                                                                                                                                                                                                                                                                                                                                                                                                                                                                                                                                                                                                                                                                                                                                                                                                                                                                                                                                                                                                                                                                                                                                                                                                                                   Camilla otkrili su pozornicu za Eurosong.

### Uvodni i zabavni program
BBC je objavio listu vrhunskih izvođača koje ćemo gledati u zabavnom programu polufinala ovogodišnjeg izdanja Eurosonga.
Tako saznajemo da će prvu polufinalnu večer 9. svibnja otvoriti Julia Sanina, pjevačica ukrajinske grupe The Hardkiss, s pjesmom Маяк. Nastup bi trebao biti moćan i simboličan način provođenja ovogodišnjeg slogana United by Music (ujedinjeni glazbom). Iste večeri, kao dio zabavnog programa, će nastupiti svjetski poznata pjevačica Rita Ora koja će izvesti “medley” svojih najvećih hitova. Rita Ora je jedna od najistaknutijih britanskih izvođačica, a u sklopu nastupa će predstaviti i svoj novi singl Praising You.
U prvom polufinalu će nastupiti i Alyosha koja je predstavljala Ukrajinu na Eurosongu 2010. godine s pjesmom Sweet People. Alyosha će nastupiti uz britansku pjevačicu Rebeccu Ferguson. Alyosha je, kao i mnoge Ukrajinke, u 2022. godini spas pronašla u izbjeglištvu te će Alyosha i Rebecca nastupom iznijeti poruku mira i podrške ukrajinskom narodu.
Drugo polufinale je na rasporedu 11. svibnja, a obilježit će ga dva nastupa uzabavnom programu. Prvi nastup je inspiriran sloganom Music Unites Generations (glazba ujedinjuje generacije), a u kojem će biti izvedeni najpoznatiji ukrajinski hitovi. Glavni dio nastupa će iznijeti Mariya Yaremchuk koja je Ukrajinu predstavljala na Eurosongu 2014. s pjesmom Tick-Tock. Izvedbi će se pridružiti i ukrajinski reper OTOY te Zlata Dziunka koja je Ukrajinu predstavljala na Dječjem Eurosongu 2022.
U sklopuzabavnog programa će biti izveden i nastup pod nazivom Be Who You Wanna Be (budi što želiš biti) koji će pokazati kako je Eurosong mjesto za svakoga. Nastup će izvesti 3 izvanredna drag izvođača koji će uz plesačku grupu izvesti vrhunske pop hitove. Nastup će slaviti eurovizijske fanove, neovisno o dobi, nacionalnosti ili drugim značajkama.
Veliko finale ovogodišnjeg natjecanja, koje se održava u Liverpoolu u ime pobjednika natjecanja iz 2022. Ukrajine, otvorit će prošlogodišnji pobjednici Kalush Orchestra i moćna izvedba pod nazivom Voices of a New Generation. Orkestar Kalush će započeti veliko finale 2023. nastupom koji će uključivati njihovu pobjedničku pjesmu Stefania.
Tijekom parade zastava svih 26 velikih finalista, gledatelje će počastiti jedinstvenim nastupom nekih kultnih bivših ukrajinskih sudionika Eurosonga, a to su Go_A, Jamala, Tina Karol i Verka Serduchka koji će nas podsjetiti na svoje eurovizijske uspješnice.
Za prvi intervalni nastup, tijekom kojeg se odvija glasovanje diljem Europe i svijeta, prošlogodišnji viceprvak Sam Ryder trijumfalno će se vratiti na pozornicu Eurosonga nakon što je prošle godine ostvario najveći uspjeh Ujedinjenog Kraljevstva na natjecanju više od dva desetljeća. Osim što ćemo čuti pjesmu Space Man, gledatelje očekuju dodatna iznenađenja.
Posljednji intervalni čin zove se The Liverpool Songbook; proslava neslavnog doprinosa grada domaćina svijetu pop glazbe. BBC je okupio šest kultnih izvođača Eurosonga – Mahmood, Netta,  Daði Freyr, Cornelia Jakobs, Duncan Laurence, kao i Soniu, predstavnicu iz Liverpoola, slaveći 30 godina otkako je završila druga na natjecanju 1993. godine.

## Format natjecanja

### Način glasovanja
22. studenog 2022. EBU je najavio velike promjene u sustavu glasovanja za natjecanje 2023. Rezultati polufinala određivali će se isključivo televotingom, kao što je bio slučaj između 2004. i 2007., dok bi rezultate finala određivali i nacionalni žiriji i televoting, kao što je to bio slučaj od finala 2009. godine. U slučaju da zemlja ne može dostaviti rezultat televotinga za polufinale, koristit će se rezervni rezultat žirija, a ako problem potraje u finalu, bodovi žirija dodijeljeni u finalu udvostručiće se, zamjenjujući prethodnu proceduru pomoću algoritma za izračunavanje i dodjeljivanje bodova na temelju zemalja sa sličnim obrascima glasovanja. Ako je žiri neke zemlje diskvalificiran, bodovi za televoting iz te zemlje bi se udvostručili i koristili kao zamjena u finalu. Gledatelji iz zemalja koje ne sudjeluju također će moći glasovati u svim emisijama, a njihovi glasovi bi se zbrajali i predstavljen kao jedan pojedinačni skup točaka kao "Ostatak svijeta". Ti bi gledatelji mogli glasovati putem online platforme, koja zahtijeva posjedovanje kreditne ili debitne kartice za provjeru.

### Nastup
Već treću godinu zaredom delegacije imaju mogućnost koristiti unaprijed snimljene prateće vokale, iako svaka delegacija i dalje može koristiti prateće pjevače – bilo na pozornici ili izvan nje – ili kombinaciju živih i snimljenih pratećih vokala. Međutim, svi glavni vokali koji izvode melodiju pjesme i dalje moraju biti uživo.

### Ždrijeb polufinala
Ove godine voditeljska palica pripala je britanskom dvojcu, AJ Odudui i njezinom kolegi, Ryanu Clarku-Nealu koji je, 31. siječnja, uživo iz liverpulskog George’s Halla, predstavijo rezultate raspodjele država sudionica po polufinalima.
Uz navedeni dvojac, važnu ulogu u prezentaciji igrao je i djeca iz lokalne škole, kao i članovi ukrajinske zajednice koji su svoj dom, nakon ruske invazije, pronašli u Liverpoolu.
S obzirom na to da se velika petorka tradicionalno kvalificira izravno u finale, u ždrijebom dodijeljenom polufinalu imao je priliku glasovati za svoje favorite koji nastupaju te večeri. Uzevši u obzir činjenicu da je Ukrajina aktualni pobjednik Eurosonga, oni su, bez obzira na nemogućnost održavanja natjecanja “kod kuće”, bili šesta država koja neće morati prolaziti polufinalnu fazu.
U emisiji su gostovili i torinski gradonačelnik, Stefano Lo Russo, koji je, kao lanjski domaćin, predao službene ključeve natjecanja liverpulskoj gradonačelnici, Joanne Anderson.
Polufinalni ždrijeb i ceremonija primopredaje izravno je, s početkom u 20 sati, prenosio na službenom YouTube kanalu Eurosonga, a te bi večeri, uz logo, trebao biti obznanjen i slogan nadolazećeg izdanja natjecanja za Pjesmu Eurovizije.
Sastav šešira je sljedeći:
| Šešir broj 1                                                      | Šešir broj 2                                                            | Šešir broj 3                                                  | Šešir broj 4                                            | Šešir broj 5                                                     |
| ----------------------------------------------------------------- | ----------------------------------------------------------------------- | ------------------------------------------------------------- | ------------------------------------------------------- | ---------------------------------------------------------------- |
| - Albanija - Austrija - Hrvatska - Slovenija - Srbija - Švicarska | - Australija - Danska - Estonija - Finska - Island - Norveška - Švedska | - Armenija - Azerbajdžan - Gruzija - Izrael - Latvija - Litva | - Cipar - Grčka - Irska - Malta - Portugal - San Marino | - Belgija - Češka - Moldavija - Nizozemska - Poljska - Rumunjska |

### Razglednice
Snimljene između veljače i travnja 2023. u režiji Toma Cooka, s Carlom Massarellom i Jane McGoldrick kao izvršnim producentima, razglednice se temelje na temi natjecanja United by Music. Koristeći tehnologiju drona od 360°, svaka će razglednica započeti na odabranoj lokaciji u Ukrajini, zatim na jednoj u Ujedinjenom Kraljevstvu, prije nego što se preseli u zemlju podrijetla umjetnika, gdje će umjetnik sudjelovati u aktivnosti po vlastitom izboru. Tri mjesta koja se pojavljuju na svakoj razglednici povezana su jedinstvenom temom. Razglednice su proizvele londonska produkcijska tvrtka Windfall Films i ukrajinska produkcijska kuća 23/32, a glazbenu podlogu skladao je Dmytro Shurov. Lokacije razglednica su sljedeće:
| Država                 | Tema                   | Lokacije                                       | Lokacije                                 | Lokacije                                          |
| Država                 | Tema                   | U Ukrajini                                     | U Ujedinjenom Kraljevstvu                | U državi sudionici                                |
| ---------------------- | ---------------------- | ---------------------------------------------- | ---------------------------------------- | ------------------------------------------------- |
| Albanija               | Gradski parkovi        | Sofijski park, Uman                            | Seftonski park                           | Veliki park Tirane                                |
| Australija             | Mostovi                | Most preko Ulice Svetog Volodimira, Kijiv      | Viseći most Clifton, Bristol             | Most Matagarup, Perth                             |
| Austrija               | Gradske skupštine      | Gradska skupština Lavova                       | Gradska skupština Sheffielda             | Gradska skupština Beča                            |
| Azerbajdžan            | Gradski trgovi         | Trg nezavisnosti, Kijiv                        | Vekovni trg                              | Bulevar Bakua                                     |
| Belgija                | Spomenici              | Spomenik nezavisnosti, Kijiv                   | Anđeo severa                             | Atomium, regija Bruxellesa                        |
| Danska                 | Opere                  | Lavovsko pozorište opere i baleta              | Wales Millennium Centre                  | Opera u Kopenhagenu                               |
| Estonija               | Tornjevi               | Vodeni toranj Vinnytsia                        | Blackpool Tower                          | Talinski TV toranj                                |
| Gruzija                | Stari gradovi          | Stari grad, Lavov                              | Port Sunlight, Merseyside                | Stari grad, Tbilisi                               |
| Grčka                  | Ruševine               | Tvrđava Tarakaniv (Ukrajina), Rovenjska oblast | Dunluce Castle                           | Posejdonov hram, Sunion                           |
| Izrael                 | Stene                  | Stene Uritski u Skole Beskids                  | Stonehenge                               | Masada, Judejska pustinja                         |
| Irska                  | Planinski putevi       | Planinski put u Ivano-Frankivskoj oblasti      | Put A3055                                | Put R759 (Irska), Okrug Wicklow                   |
| Island                 | Vodopadi               | Manjavski vodopad                              | Pistyll Rhaeadr, Powys                   | Kvernufoss, regija Skogar                         |
| Italija                | Velodromi              | Kijivski velodrom                              | Pump Track Wales, Rhayader               | Cirkus Maksimus, Rim                              |
| Armenija               | Botaničke bašte        | Botanička bašta Univerziteta u Lavovu          | Projekat Eden, Cornwall                  | Jerevanska botanička bašta                        |
| Cipar                  | Plaže                  | Kijevski rezervoar                             | Plaža Brightona, Istočni Sussex          | Plaža Akti Olympion, Limasol                      |
| Latvija                | Peščani kampovi        | Ekospejs kapsule, Kijevski rezervoar           | Kolibe na Boscombe plaži, Bournemouth    | Melnsils, Talsi (opština)                         |
| Litva                  | Utvrđenja              | Hotina trvđava, Černovačka oblast              | Elen Donan, Škotsko visočje              | Zamak na ostrvu Trakaj                            |
| Malta                  | Autobusi               | Lviv bus                                       | Londonski autobusi                       | Stari autobus u Meliheća                          |
| Moldavija              | Šume                   | Nacionalni park Skolovski Beskidi, Lavov       | Šervudska šuma, Nottinghamshire          | Stari autobus u Meliheća                          |
| Njemačka               | Kanali                 | Rusanivka                                      | Bridgewater Canal, Širi Manchester       | Kerviderflit, Hamburg                             |
| Norveška               | Biblioteke             | Nacionalna biblioteka Ukrajine Vernadcki       | Centralna biblioteka Liverpoola          | Biblioteka Deichmann                              |
| Poljska                | Sveučilišta            | Univerzitet Černivecki                         | Koledž Trinity (Cambridge)               | Fakultet fizike Univerziteta u Varšavi            |
| Portugal               | Crkve                  | Saborni hram Svete Sofije, Kijiv               | Katedrala u Elyju, Cambridgeshire        | Crkva Santa Engrácia, Lisboa                      |
| Rumunjska              | Kipovi                 | Statua Tarasu Ševčenku, Lavov                  | Predložak:Jez statua                     | Skulptura Kolica sa klovnom, Bukurešt             |
| San Marino             | Dvorci                 | Tvrđava Kamjanjec-Podiljski, Hmeljnička oblast | Zamak Herstmonceux, Istočni Sussex       | Guaita, Monte Titano                              |
| Srbija                 | Galerije               | Park3020, Lavovski region                      | Tate Liverpool                           | Muzej savremene umetnosti, Beograd                |
| Slovenija              | Krovovi                | Krov Tetris hale, Kijiv                        | Goodness Gracious Rooftop Bar, Liverpool | Krov zgrade Radio-televizije Slovenije, Ljubljana |
| Ujedinjeno Kraljevstvo | Rijeke                 | Dnjepar, Kijiv                                 | Merzi, Liverpool                         | Towerbridge, London                               |
| Ukrajina               | Ulični murali          | Ulični murali u Kijivu                         | Ulični murali u Belfastu                 | Art-Zavod platforma, Kijiv                        |
| Finska                 | Panoramski kotači      | Panoramski točak u Podil                       | Wheel of Liverpool                       | SkyWheel Helsinki                                 |
| Francuska              | Palače                 | Palata Potocki (Lavov)                         | Hopetoun House                           | Dvorac Fontenblo, Sena i Marna                    |
| Nizozemska             | Raznobojna arhitektura | Comfort Town, Kijiv                            | Portmeirion, Gwynedd                     | Zandam, Severna Holandija                         |
| Češka                  | Labirinti              | Zeleni labirint, Žitomir                       | Labirint mira, Castlewellan              | Jev lavirint, Dvorac Loučenj                      |
| Hrvatska               | Luke                   | Rečna luka Kijeva                              | Whitby, Severni Yorkshire                | Luka Rijeka                                       |
| Švedska                | Otoci                  | Otok Anti Kirka                                | Ostrvo Svete Katarine                    | Enholmen, Gotland                                 |
| Švicarska              | Jezera                 | Jezero Bučak, Čerkaška oblast                  | Loch Ness                                | Ciriško jezero                                    |
| Španjolska             | Kazališta              | Amfiteatar, Užgorod                            | Minak teatar, Cornwall                   | Rimsko pozorište Sagunto u Saguntu                |

## Zemlje sudionice
██ Sudionici prvog polufinala
██ Finalisti koji glasuju u prvom polufinalu
██ Sudionici drugog polufinala
██ Finalisti koji glasuju u drugom polufinalu
22. listopada 2022. EBU je objavio kako će se na natjecanju biti 37 zemalja, tako će sljedeći Eurosong u odnosu na Pjesmu Eurovizije 2022. biti siromašniji za tri države koje su već ranije ovog mjeseca objavile svoje povlačenje. Radi se o Bugarskoj, Sjevernoj Makedoniji i Crnoj Gori. Ovo je najmanji broj sudionika na Eurosongu od 2014. godine kada je u Kopenhagenu sudjelovalo također 37 zemalja.

### Izvođači povratnici
| Izvođač        | Država    | Prethodni nastupi                                                    |
| -------------- | --------- | -------------------------------------------------------------------- |
| Gustaph        | Belgija   | 2018. (kao prateći vokal), 2021. (kao prateći vokal)                 |
| Iru Hečanovi   | Gruzija   | Dječja pjesma Eurovizije 2011. (kao članica grupe Candy, pobjednica) |
| Marco Mengoni  | Italija   | 2013.                                                                |
| Monika Linkytė | Litva     | 2015. (s Vaidasom Baumilom)                                          |
| Pasha Parfeni  | Moldavija | 2012., 2013. (kao prateći vokal)                                     |
| Loreen         | Švedska   | 2012. (pobjednica)                                                   |

### Prvo polufinale
Prvo polufinale održalo se 9. svibnja 2023. u 21:00 po CEST-u. Osim zemalja sudionica ovog polufinala pravo glasa ima i publika iz Francuske, Italije i Njemačke i zemlje koje ne sudjeluju, ali mogu glasati pod nazivom ''Ostatak svijeta''.
| R.B. | Država      | Izvođač                   | Naziv pjesme                        | Jezik                                 | Prijevod na hrvatski | Plasman | Bodovi |
| ---- | ----------- | ------------------------- | ----------------------------------- | ------------------------------------- | -------------------- | ------- | ------ |
| 1.   | Norveška    | Alessandra                | Queen of Kings                      | engleski                              | Kraljica kraljeva    | 102     | 6.     |
| 2.   | Malta       | The Busker                | Dance (Our Own Party)               | engleski                              | Ples (naša zabava)   | 3       | 15.    |
| 3.   | Srbija      | Luke Black                | Samo mi se spava (Само ми се спава) | srpski, engleski                      | —                    | 37      | 10.    |
| 4.   | Latvija     | Sudden Lights             | Aijā                                | engleski                              | —                    | 34      | 11.    |
| 5.   | Portugal    | Mimicat                   | Ai coração                          | portugalski                           | O, srce              | 74      | 9.     |
| 6.   | Irska       | Wild Youth                | We Are One                          | engleski                              | Mi smo jedno         | 10      | 12.    |
| 7.   | Hrvatska    | Let 3                     | Mama ŠČ!                            | hrvatski                              | —                    | 76      | 8.     |
| 8.   | Švicarska   | Remo Forrer               | Watergun                            | engleski                              | Vodeni pištolj       | 97      | 7.     |
| 9.   | Izrael      | Noa Kirel                 | Unicorn                             | engleski                              | Jednorog             | 127     | 3.     |
| 10.  | Moldavija   | Pasha Parfeni             | Soarele și luna                     | rumunjski                             | Sunce i Mjesec       | 109     | 5.     |
| 11.  | Švedska     | Loreen                    | Tattoo                              | engleski                              | Tetovaža             | 135     | 2.     |
| 12.  | Azerbajdžan | TuralTuranX               | Tell Me More                        | engleski                              | Kaži mi više         | 4       | 14.    |
| 13.  | Češka       | Vesna                     | My Sister's Crown                   | engleski, ukrajinski, češki, bugarski | Kruna moje sestre    | 110     | 4.     |
| 14.  | Nizozemska  | Mia Nicolai i Dion Cooper | Burning Daylight                    | engleski                              | Goruće svjetlo       | 7       | 13.    |
| 15.  | Finska      | Käärijä                   | Cha Cha Cha                         | finski                                | —                    | 177     | 1.     |

### Drugo polufinale
Drugo polufinale održalo se 11. svibnja 2023. u 21:00 po CEST-u. Osim zemalja sudionica ovog polufinala pravo glasa ima i publika iz Španjolske, Ujedinjenog Kraljevstva i Ukrajine i zemlje koje ne sudjeluju, ali mogu glasati pod nazivom ''Ostatak svijeta''.
| R.B. | Država     | Izvođač                   | Pjesma                 | Jezik               | Prijevod na hrvatski            | Plasman | Bodovi |
| ---- | ---------- | ------------------------- | ---------------------- | ------------------- | ------------------------------- | ------- | ------ |
| 1.   | Danska     | Reiley                    | Breaking My Heart      | engleski            | Slamanje mog srca               | 6       | 14.    |
| 2.   | Armenija   | Brunette                  | Future Lover           | engleski, armenski  | Budući ljubavnik                | 99      | 6.     |
| 3.   | Rumunjska  | Theodor Andrei            | D.G.T. (Off and On)    | rumunjski, engleski | D.G.T. (isključeno i uključeno) | 0       | 15.    |
| 4.   | Estonija   | Alika                     | Bridges                | engleski            | Mostovi                         | 74      | 10.    |
| 5.   | Belgija    | Gustaph                   | Because of You         | engleski            | Zbog tebe                       | 90      | 8.     |
| 6.   | Cipar      | Andrew Lambrou            | Break a Broken Heart   | engleski            | Slomij slomljeno srce           | 94      | 7.     |
| 7.   | Island     | Diljá                     | Power                  | engleski            | Snaga                           | 44      | 11.    |
| 8.   | Grčka      | Victor Vernicos           | What They Say          | engleski            | Što oni kažu                    | 14      | 13.    |
| 9.   | Poljska    | Blanka                    | Solo                   | engleski            | Sama                            | 124     | 3.     |
| 10.  | Slovenija  | Joker Out                 | Carpe diem             | slovenski           | Iskoristi dan                   | 103     | 5.     |
| 11.  | Gruzija    | Iru Hečanovi              | Echo                   | engleski            | Jeka                            | 33      | 12.    |
| 12.  | San Marino | Piqued Jacks              | Like an Animal         | engleski            | Kao životinja                   | 0       | 16.    |
| 13.  | Austrija   | Teya & Salena             | Who The Hell Is Edgar? | engleski            | Tko je, dovraga, Edgar?         | 137     | 2.     |
| 14.  | Albanija   | Albina & Familja Kelmendi | Duje                   | albanski            | Voli ih                         | 83      | 9.     |
| 15.  | Litva      | Monika Linkytė            | Stay                   | engleski            | Ostani                          | 110     | 4.     |
| 16.  | Australija | Voyager                   | Promise                | engleski            | Obećanje                        | 149     | 1.     |

### Finale
Finale se održalo 13. svibnja 2023. u 21:00 po CEST-u. Dvadeset i šest zemalja sudjelovat će u finalu, sastavljeno od pobjednice prethodnog izdanja Ukrajine, "Velike petorke" (koja uključuje zemlju domaćina Ujedinjeno Kraljevstvo) i deset najbolje rangiranih zemalja svakog od dva polufinala. Svih trideset i sedam zemalja sudionica sa žirijem i televoteom, kao i zemlje koje ne sudjeluju u zbirnom online glasovanju kao "Ostatak svijeta", glasovat će u finalu.
| R.B. | Država                 | Izvođač                   | Naziv pjesme                        | Jezik                                 | Prijevod na hrvatski    | Bodovi | Bodovi     | Bodovi | Plasman |
| R.B. | Država                 | Izvođač                   | Naziv pjesme                        | Jezik                                 | Prijevod na hrvatski    | Žiri   | Televoting | Zbroj  | Plasman |
| ---- | ---------------------- | ------------------------- | ----------------------------------- | ------------------------------------- | ----------------------- | ------ | ---------- | ------ | ------- |
| 1.   | Austrija               | Teya & Salena             | Who The Hell Is Edgar?              | engleski                              | Tko je, dovraga, Edgar? | 104    | 16         | 120    | 15.     |
| 2.   | Portugal               | Mimicat                   | Ai coração                          | portugalski                           | O, srce                 | 43     | 16         | 59     | 23.     |
| 3.   | Švicarska              | Remo Forrer               | Watergun                            | engleski                              | Vodeni pištolj          | 61     | 31         | 92     | 20.     |
| 4.   | Poljska                | Blanka                    | Solo                                | engleski                              | Sama                    | 12     | 81         | 93     | 19.     |
| 5.   | Srbija                 | Luke Black                | Samo mi se spava (Само ми се спава) | srpski, engleski                      | —                       | 14     | 16         | 30     | 24.     |
| 6.   | Francuska              | La Zara                   | Évidemment                          | francuski                             | Očigledno/naravno       | 54     | 50         | 104    | 16.     |
| 7.   | Cipar                  | Andrew Lambrou            | Break a Broken Heart                | engleski                              | Slomij slomljeno srce   | 68     | 58         | 126    | 12.     |
| 8.   | Španjolska             | Blanca Paloma             | Eaea                                | španjolski                            | —                       | 95     | 5          | 100    | 17.     |
| 9.   | Švedska                | Loreen                    | Tattoo                              | engleski                              | Tetovaža                | 340    | 243        | 583    | 1.      |
| 10.  | Albanija               | Albina & Familja Kelmendi | Duje                                | albanski                              | Voli ih                 | 17     | 69         | 76     | 22.     |
| 11.  | Italija                | Marco Mengoni             | Due vite                            | talijanski                            | Dva života              | 176    | 174        | 350    | 4.      |
| 12.  | Estonija               | Alika                     | Bridges                             | engleski                              | Mostovi                 | 146    | 22         | 168    | 8.      |
| 13.  | Finska                 | Käärijä                   | Cha Cha Cha                         | finski                                | —                       | 150    | 376        | 526    | 2.      |
| 14.  | Češka                  | Vesna                     | My Sister's Crown                   | engleski, ukrajinski, češki, bugarski | Kruna moje sestre       | 94     | 35         | 129    | 10.     |
| 15.  | Australija             | Voyager                   | Promise                             | engleski                              | Obećanje                | 130    | 21         | 151    | 9.      |
| 16.  | Belgija                | Gustaph                   | Because of You                      | engleski                              | Zbog tebe               | 127    | 55         | 182    | 7.      |
| 17.  | Armenija               | Brunette                  | Future Lover                        | engleski, armenski                    | Budući ljubavnik        | 69     | 53         | 122    | 14.     |
| 18   | Moldavija              | Pasha Parfeni             | Soarele și luna                     | rumunjski                             | Sunce i Mjesec          | 20     | 76         | 96     | 18.     |
| 19.  | Ukrajina               | Tvorchi                   | Heart of Steel                      | engleski                              | Srce od čelika          | 54     | 189        | 243    | 6.      |
| 20.  | Norveška               | Alessandra                | Queen of Kings                      | engleski                              | Kraljica kraljeva       | 52     | 216        | 268    | 5.      |
| 21.  | Njemačka               | Lord of the Lost          | Blood and Glitter                   | engleski                              | Krv i šljokice          | 3      | 15         | 18     | 26.     |
| 22.  | Litva                  | Monika Linkytė            | Stay                                | engleski                              | Ostani                  | 81     | 46         | 127    | 11.     |
| 23.  | Izrael                 | Noa Kirel                 | Unicorn                             | engleski                              | Jednorog                | 177    | 185        | 362    | 3.      |
| 24.  | Slovenija              | Joker Out                 | Carpe diem                          | slovenski                             | Iskoristi dan           | 33     | 45         | 78     | 21.     |
| 25.  | Hrvatska               | Let 3                     | Mama ŠČ!                            | hrvatski                              | —                       | 11     | 112        | 123    | 13.     |
| 26.  | Ujedinjeno Kraljevstvo | Mae Muller                | I Wrote a Song                      | engleski                              | Napisala sam pjesmu     | 15     | 11         | 24     | 25.     |

## Detaljni rezultati glasovanja

### Prvo polufinale
| Natjecatelji | Rezultati glasanja (glasovi televotinga)‍ | Rezultati glasanja (glasovi televotinga)‍ | Rezultati glasanja (glasovi televotinga)‍ | Rezultati glasanja (glasovi televotinga)‍ | Rezultati glasanja (glasovi televotinga)‍ | Rezultati glasanja (glasovi televotinga)‍ | Rezultati glasanja (glasovi televotinga)‍ | Rezultati glasanja (glasovi televotinga)‍ | Rezultati glasanja (glasovi televotinga)‍ | Rezultati glasanja (glasovi televotinga)‍ | Rezultati glasanja (glasovi televotinga)‍ | Rezultati glasanja (glasovi televotinga)‍ | Rezultati glasanja (glasovi televotinga)‍ | Rezultati glasanja (glasovi televotinga)‍ | Rezultati glasanja (glasovi televotinga)‍ | Rezultati glasanja (glasovi televotinga)‍ | Rezultati glasanja (glasovi televotinga)‍ | Rezultati glasanja (glasovi televotinga)‍ | Rezultati glasanja (glasovi televotinga)‍ | Rezultati glasanja (glasovi televotinga)‍ |
| Natjecatelji | Ukupan br. bodova                        |                                          |                                          |                                          |                                          |                                          |                                          |                                          |                                          |                                          |                                          |                                          |                                          |                                          |                                          |                                          |                                          |                                          |                                          | Ostatak svijeta                          |
| Norveška     | 102                                      |                                          | 10                                       | 5                                        | 4                                        | 3                                        | 2                                        | 6                                        | 3                                        | 10                                       | 8                                        | 10                                       | 2                                        | 10                                       | 5                                        | 10                                       | 1                                        | 3                                        | 10                                       |                                          |
| Malta        | 3                                        |                                          |                                          |                                          |                                          |                                          |                                          |                                          |                                          | 2                                        |                                          |                                          |                                          |                                          |                                          |                                          |                                          |                                          |                                          | 1                                        |
| Srbija       | 37                                       |                                          | 5                                        |                                          |                                          |                                          |                                          | 10                                       | 6                                        |                                          |                                          | 1                                        | 3                                        | 3                                        |                                          | 4                                        | 2                                        |                                          | 1                                        | 2                                        |
| Latvija      | 34                                       |                                          |                                          | 2                                        |                                          | 4                                        | 4                                        |                                          |                                          |                                          | 1                                        |                                          | 6                                        | 1                                        | 1                                        | 3                                        | 3                                        | 1                                        |                                          | 8                                        |
| Portugal     | 74                                       | 2                                        | 4                                        | 3                                        |                                          |                                          | 1                                        | 5                                        | 12                                       | 3                                        | 4                                        | 4                                        |                                          | 2                                        | 7                                        | 2                                        | 12                                       | 5                                        | 2                                        | 6                                        |
| Irska        | 10                                       | 3                                        | 3                                        |                                          | 1                                        | 2                                        |                                          |                                          | 1                                        |                                          |                                          |                                          |                                          |                                          |                                          |                                          |                                          |                                          |                                          |                                          |
| Hrvatska     | 76                                       | 4                                        |                                          | 12                                       | 7                                        |                                          | 5                                        |                                          | 5                                        | 5                                        | 3                                        | 5                                        |                                          | 4                                        | 2                                        | 6                                        |                                          | 10                                       | 5                                        | 3                                        |
| Švicarska    | 97                                       | 8                                        | 6                                        | 1                                        | 3                                        | 5                                        | 7                                        | 2                                        |                                          | 4                                        | 7                                        | 8                                        | 7                                        | 5                                        | 8                                        | 8                                        | 6                                        | 8                                        | 4                                        |                                          |
| Izrael       | 127                                      | 5                                        | 8                                        | 7                                        | 8                                        | 7                                        | 6                                        | 7                                        | 7                                        |                                          | 12                                       | 3                                        | 12                                       | 12                                       | 4                                        | 1                                        | 8                                        | 2                                        | 6                                        | 12                                       |
| Moldavija    | 109                                      | 6                                        | 1                                        | 4                                        | 6                                        | 12                                       | 10                                       | 3                                        | 2                                        | 6                                        |                                          | 6                                        | 4                                        | 7                                        | 3                                        | 7                                        | 10                                       | 6                                        | 12                                       | 4                                        |
| Švedska      | 135                                      | 10                                       | 12                                       | 6                                        | 10                                       | 8                                        | 8                                        | 4                                        | 8                                        | 7                                        | 10                                       |                                          | 10                                       | 6                                        | 12                                       | 5                                        | 5                                        | 4                                        | 3                                        | 7                                        |
| Azerbajdžan  | 4                                        |                                          |                                          |                                          | 2                                        |                                          |                                          | 1                                        |                                          | 1                                        |                                          |                                          |                                          |                                          |                                          |                                          |                                          |                                          |                                          |                                          |
| Češka        | 110                                      | 7                                        | 2                                        | 8                                        | 5                                        | 6                                        | 3                                        | 8                                        | 4                                        | 8                                        | 5                                        | 7                                        | 5                                        |                                          | 6                                        | 12                                       | 4                                        | 7                                        | 8                                        | 5                                        |
| Nizozemska   | 7                                        | 1                                        |                                          |                                          |                                          | 1                                        |                                          |                                          |                                          |                                          | 2                                        | 2                                        | 1                                        |                                          |                                          |                                          |                                          |                                          |                                          |                                          |
| Finska       | 177                                      | 12                                       | 7                                        | 10                                       | 12                                       | 10                                       | 12                                       | 12                                       | 10                                       | 12                                       | 6                                        | 12                                       | 8                                        | 8                                        | 10                                       |                                          | 7                                        | 12                                       | 7                                        | 10                                       |

#### 12 bodova
Tablica ispod je sažetak svih 12 bodova dobivenih od televotea svake zemlje.
| # | Natjecatelji | Države koje su dodijelile 12 bodova                           |
| - | ------------ | ------------------------------------------------------------- |
| 7 | Finska       | Hrvatska, Irska, Izrael, Latvija, Njemačka, Norveška, Švedska |
| 4 | Izrael       | Azerbajdžan, Češka, Moldavija, Ostatak svijeta                |
| 2 | Moldavija    | Italija, Portugal                                             |
| 2 | Portugal     | Francuska, Švicarska                                          |
| 2 | Švedska      | Malta, Nizozemska                                             |
| 1 | Hrvatska     | Srbija                                                        |
| 1 | Češka        | Finska                                                        |

### Drugo polufinale
| Natjecatelji | Rezultati glasanja (glasovi televotinga)‍ | Rezultati glasanja (glasovi televotinga)‍ | Rezultati glasanja (glasovi televotinga)‍ | Rezultati glasanja (glasovi televotinga)‍ | Rezultati glasanja (glasovi televotinga)‍ | Rezultati glasanja (glasovi televotinga)‍ | Rezultati glasanja (glasovi televotinga)‍ | Rezultati glasanja (glasovi televotinga)‍ | Rezultati glasanja (glasovi televotinga)‍ | Rezultati glasanja (glasovi televotinga)‍ | Rezultati glasanja (glasovi televotinga)‍ | Rezultati glasanja (glasovi televotinga)‍ | Rezultati glasanja (glasovi televotinga)‍ | Rezultati glasanja (glasovi televotinga)‍ | Rezultati glasanja (glasovi televotinga)‍ | Rezultati glasanja (glasovi televotinga)‍ | Rezultati glasanja (glasovi televotinga)‍ | Rezultati glasanja (glasovi televotinga)‍ | Rezultati glasanja (glasovi televotinga)‍ | Rezultati glasanja (glasovi televotinga)‍ | Rezultati glasanja (glasovi televotinga)‍ |
| Natjecatelji | Ukupan br. bodova                        |                                          |                                          |                                          |                                          |                                          |                                          |                                          |                                          |                                          |                                          |                                          |                                          |                                          |                                          |                                          |                                          |                                          |                                          |                                          | Ostatak svijeta                          |
| Danska       | 6                                        |                                          |                                          |                                          |                                          |                                          |                                          | 6                                        |                                          |                                          |                                          |                                          |                                          |                                          |                                          |                                          |                                          |                                          |                                          |                                          |                                          |
| Armenija     | 99                                       |                                          |                                          | 6                                        | 3                                        | 12                                       | 10                                       |                                          | 8                                        | 5                                        | 1                                        | 12                                       | 4                                        | 4                                        | 8                                        | 1                                        | 2                                        | 10                                       | 3                                        |                                          | 10                                       |
| Rumunjska    | 0                                        |                                          |                                          |                                          |                                          |                                          |                                          |                                          |                                          |                                          |                                          |                                          |                                          |                                          |                                          |                                          |                                          |                                          |                                          |                                          |                                          |
| Estonija     | 74                                       | 1                                        | 6                                        | 5                                        |                                          | 2                                        | 3                                        | 3                                        | 3                                        | 2                                        | 5                                        | 2                                        | 10                                       | 3                                        | 2                                        | 10                                       | 4                                        |                                          | 8                                        | 2                                        | 2                                        |
| Belgija      | 90                                       | 8                                        | 1                                        |                                          | 4                                        |                                          | 4                                        | 7                                        | 1                                        | 3                                        | 7                                        | 3                                        | 5                                        | 12                                       | 3                                        | 5                                        | 7                                        | 8                                        | 1                                        | 6                                        | 5                                        |
| Cipar        | 94                                       | 4                                        | 10                                       | 4                                        | 5                                        | 4                                        |                                          | 5                                        | 12                                       | 7                                        | 4                                        | 5                                        | 1                                        | 2                                        | 6                                        | 4                                        | 10                                       | 3                                        | 4                                        | 4                                        |                                          |
| Island       | 44                                       | 12                                       |                                          |                                          | 2                                        | 1                                        |                                          |                                          |                                          |                                          | 3                                        | 6                                        | 7                                        | 1                                        | 1                                        | 2                                        | 5                                        | 1                                        |                                          | 1                                        | 3                                        |
| Grčka        | 14                                       |                                          | 2                                        |                                          |                                          |                                          | 12                                       |                                          |                                          |                                          |                                          |                                          |                                          |                                          |                                          |                                          |                                          |                                          |                                          |                                          |                                          |
| Poljska      | 124                                      | 7                                        | 8                                        | 2                                        | 8                                        | 7                                        | 6                                        | 10                                       | 5                                        |                                          | 8                                        | 8                                        | 2                                        | 7                                        | 7                                        | 12                                       |                                          | 4                                        | 12                                       | 10                                       |                                          |
| Slovenija    | 103                                      | 2                                        | 5                                        | 12                                       | 7                                        | 3                                        | 2                                        | 1                                        | 2                                        | 12                                       |                                          | 1                                        |                                          | 10                                       | 4                                        | 7                                        | 8                                        | 12                                       | 6                                        | 3                                        | 6                                        |
| Gruzija      | 33                                       |                                          | 12                                       | 3                                        | 1                                        |                                          |                                          |                                          | 7                                        | 1                                        |                                          |                                          | 3                                        |                                          |                                          | 3                                        | 1                                        |                                          | 2                                        |                                          | 1                                        |
| San Marino   | 0                                        |                                          |                                          |                                          |                                          |                                          |                                          |                                          |                                          |                                          |                                          |                                          |                                          |                                          |                                          |                                          |                                          |                                          |                                          |                                          |                                          |
| Austrija     | 137                                      | 6                                        | 3                                        | 7                                        | 6                                        | 10                                       | 5                                        | 8                                        | 6                                        | 10                                       | 10                                       | 4                                        | 8                                        |                                          | 10                                       | 6                                        | 12                                       | 6                                        | 5                                        | 7                                        | 8                                        |
| Albanija     | 82                                       | 3                                        | 7                                        | 8                                        |                                          | 8                                        | 1                                        | 2                                        | 10                                       | 4                                        | 12                                       |                                          |                                          | 6                                        |                                          |                                          | 3                                        | 2                                        |                                          | 5                                        | 12                                       |
| Litva        | 110                                      | 5                                        |                                          | 1                                        | 10                                       | 5                                        | 8                                        | 4                                        |                                          | 6                                        | 2                                        | 10                                       | 12                                       | 5                                        | 5                                        |                                          | 6                                        | 5                                        | 10                                       | 12                                       | 4                                        |
| Australija   | 149                                      | 10                                       | 4                                        | 10                                       | 12                                       | 6                                        | 7                                        | 12                                       | 4                                        | 8                                        | 6                                        | 7                                        | 6                                        | 8                                        | 12                                       | 8                                        |                                          | 7                                        | 7                                        | 8                                        | 7                                        |

#### 12 bodova
Tablica ispod je sažetak svih 12 bodova dobivenih od televotea svake zemlje.
| # | Natjecatelji | Države koje su dodijelile 12 bodova |
| - | ------------ | ----------------------------------- |
| 3 | Australija   | Albanija, Estonija, Island          |
| 3 | Slovenija    | Poljska, Rumunjska, Španjolska      |
| 2 | Albanija     | Slovenija, Ostatak svijeta          |
| 2 | Armenija     | Belgija, Gruzija                    |
| 2 | Litva        | San Marino, Ujedinjeno Kraljevstvo  |
| 2 | Poljska      | Litva, Ukrajina                     |
| 1 | Austrija     | Australija                          |
| 1 | Belgija      | Austrija                            |
| 1 | Cipar        | Grčka                               |
| 1 | Gruzija      | Armenija                            |
| 1 | Grčka        | Cipar                               |
| 1 | Island       | Danska                              |

### Finale
Redoslijed službenog predstavljanja uspostavljen je 13. svibnja 2023., na dan finala.
| Natjecatelji           | Rezultati glasanja (glasovi žirija)‍ | Rezultati glasanja (glasovi žirija)‍ | Rezultati glasanja (glasovi žirija)‍ | Rezultati glasanja (glasovi žirija)‍ | Rezultati glasanja (glasovi žirija)‍ | Rezultati glasanja (glasovi žirija)‍ | Rezultati glasanja (glasovi žirija)‍ | Rezultati glasanja (glasovi žirija)‍ | Rezultati glasanja (glasovi žirija)‍ | Rezultati glasanja (glasovi žirija)‍ | Rezultati glasanja (glasovi žirija)‍ | Rezultati glasanja (glasovi žirija)‍ | Rezultati glasanja (glasovi žirija)‍ | Rezultati glasanja (glasovi žirija)‍ | Rezultati glasanja (glasovi žirija)‍ | Rezultati glasanja (glasovi žirija)‍ | Rezultati glasanja (glasovi žirija)‍ | Rezultati glasanja (glasovi žirija)‍ | Rezultati glasanja (glasovi žirija)‍ | Rezultati glasanja (glasovi žirija)‍ | Rezultati glasanja (glasovi žirija)‍ | Rezultati glasanja (glasovi žirija)‍ | Rezultati glasanja (glasovi žirija)‍ | Rezultati glasanja (glasovi žirija)‍ | Rezultati glasanja (glasovi žirija)‍ | Rezultati glasanja (glasovi žirija)‍ | Rezultati glasanja (glasovi žirija)‍ | Rezultati glasanja (glasovi žirija)‍ | Rezultati glasanja (glasovi žirija)‍ | Rezultati glasanja (glasovi žirija)‍ | Rezultati glasanja (glasovi žirija)‍ | Rezultati glasanja (glasovi žirija)‍ | Rezultati glasanja (glasovi žirija)‍ | Rezultati glasanja (glasovi žirija)‍ | Rezultati glasanja (glasovi žirija)‍ | Rezultati glasanja (glasovi žirija)‍ | Rezultati glasanja (glasovi žirija)‍ | Rezultati glasanja (glasovi žirija)‍ |
| Natjecatelji           | Ukupan br. bodova                   |                                     |                                     |                                     |                                     |                                     |                                     |                                     |                                     |                                     |                                     |                                     |                                     |                                     |                                     |                                     |                                     |                                     |                                     |                                     |                                     |                                     |                                     |                                     |                                     |                                     |                                     |                                     |                                     |                                     |                                     |                                     |                                     |                                     |                                     |                                     |                                     |                                     |
| Austrija               | 104                                 |                                     |                                     |                                     | 1                                   | 1                                   |                                     |                                     | 6                                   |                                     |                                     | 10                                  | 2                                   | 12                                  | 2                                   |                                     |                                     |                                     | 2                                   |                                     |                                     | 8                                   | 6                                   | 10                                  |                                     | 7                                   | 6                                   | 7                                   |                                     | 6                                   |                                     |                                     |                                     | 3                                   | 7                                   |                                     | 8                                   |                                     |
| Portugal               | 43                                  |                                     |                                     |                                     | 5                                   | 3                                   | 8                                   |                                     |                                     |                                     |                                     | 5                                   | 3                                   |                                     |                                     |                                     | 1                                   |                                     |                                     |                                     |                                     |                                     |                                     |                                     |                                     |                                     | 2                                   |                                     | 6                                   |                                     |                                     |                                     |                                     |                                     | 10                                  |                                     |                                     |                                     |
| Švicarska              | 61                                  |                                     | 4                                   |                                     | 6                                   | 6                                   |                                     |                                     |                                     | 4                                   | 4                                   | 3                                   | 10                                  |                                     |                                     | 2                                   |                                     |                                     |                                     | 2                                   |                                     |                                     |                                     | 2                                   | 2                                   |                                     |                                     |                                     |                                     |                                     | 6                                   |                                     |                                     | 1                                   | 2                                   | 7                                   |                                     |                                     |
| Poljska                | 12                                  | 6                                   |                                     |                                     |                                     |                                     |                                     |                                     |                                     |                                     |                                     |                                     |                                     | 2                                   |                                     |                                     |                                     |                                     | 1                                   |                                     | 1                                   |                                     |                                     |                                     |                                     |                                     |                                     |                                     |                                     | 2                                   |                                     |                                     |                                     |                                     |                                     |                                     |                                     |                                     |
| Srbija                 | 14                                  |                                     | 1                                   |                                     |                                     |                                     |                                     |                                     |                                     |                                     |                                     |                                     |                                     |                                     | 3                                   | 4                                   | 4                                   |                                     |                                     |                                     |                                     | 1                                   |                                     |                                     |                                     |                                     |                                     |                                     |                                     |                                     |                                     |                                     |                                     |                                     | 1                                   |                                     |                                     |                                     |
| Francuska              | 54                                  |                                     |                                     |                                     | 3                                   |                                     |                                     | 5                                   |                                     |                                     |                                     |                                     | 7                                   | 1                                   |                                     |                                     |                                     |                                     | 7                                   |                                     |                                     |                                     | 4                                   |                                     |                                     |                                     |                                     | 6                                   | 5                                   |                                     | 10                                  |                                     |                                     |                                     |                                     |                                     | 6                                   |                                     |
| Cipar                  | 68                                  |                                     |                                     | 6                                   |                                     | 5                                   | 4                                   |                                     |                                     |                                     | 2                                   |                                     | 1                                   |                                     |                                     |                                     |                                     |                                     | 5                                   | 10                                  | 6                                   |                                     |                                     |                                     | 7                                   |                                     | 3                                   | 5                                   |                                     | 1                                   | 1                                   | 3                                   |                                     |                                     | 4                                   | 4                                   | 1                                   |                                     |
| Španjolska             | 95                                  |                                     |                                     | 8                                   | 7                                   |                                     | 3                                   |                                     | 2                                   | 7                                   |                                     |                                     |                                     | 6                                   | 7                                   | 10                                  | 6                                   | 2                                   | 6                                   |                                     |                                     | 3                                   | 3                                   | 6                                   | 1                                   | 3                                   | 4                                   |                                     |                                     |                                     |                                     |                                     | 3                                   | 2                                   |                                     | 1                                   |                                     | 5                                   |
| Švedska                | 340                                 | 12                                  | 8                                   | 10                                  | 12                                  | 12                                  | 12                                  | 12                                  | 4                                   | 10                                  | 10                                  | 6                                   | 12                                  | 8                                   | 12                                  | 5                                   | 10                                  | 12                                  | 10                                  | 7                                   | 10                                  | 7                                   | 5                                   | 12                                  | 10                                  | 6                                   | 7                                   | 12                                  | 12                                  | 12                                  |                                     | 4                                   | 10                                  | 7                                   | 6                                   | 12                                  | 12                                  | 12                                  |
| Albanija               | 17                                  |                                     |                                     |                                     |                                     |                                     | 1                                   |                                     |                                     | 8                                   |                                     |                                     |                                     |                                     |                                     |                                     |                                     |                                     |                                     |                                     | 5                                   |                                     |                                     |                                     |                                     |                                     |                                     |                                     |                                     |                                     |                                     |                                     |                                     |                                     | 3                                   |                                     |                                     |                                     |
| Italija                | 176                                 | 2                                   |                                     | 3                                   |                                     | 10                                  | 10                                  |                                     | 12                                  | 6                                   | 12                                  | 2                                   | 6                                   | 7                                   | 4                                   |                                     | 12                                  | 5                                   |                                     | 6                                   | 12                                  |                                     | 2                                   | 5                                   | 6                                   | 8                                   | 1                                   |                                     | 10                                  |                                     | 7                                   | 8                                   | 4                                   | 12                                  |                                     | 2                                   |                                     | 2                                   |
| Estonija               | 146                                 | 5                                   | 6                                   | 12                                  |                                     |                                     | 7                                   |                                     | 10                                  | 1                                   |                                     |                                     |                                     |                                     | 10                                  | 8                                   | 3                                   |                                     |                                     | 8                                   | 8                                   |                                     |                                     |                                     |                                     | 10                                  | 8                                   |                                     | 7                                   | 5                                   | 2                                   | 5                                   | 2                                   | 10                                  |                                     | 8                                   | 5                                   | 6                                   |
| Finska                 | 150                                 |                                     |                                     |                                     | 10                                  | 8                                   |                                     | 8                                   |                                     | 3                                   | 8                                   | 8                                   |                                     | 5                                   |                                     |                                     | 7                                   | 10                                  | 8                                   |                                     |                                     | 10                                  | 7                                   | 3                                   | 12                                  |                                     | 5                                   | 8                                   | 1                                   | 8                                   | 12                                  | 1                                   | 5                                   |                                     |                                     |                                     | 3                                   |                                     |
| Češka                  | 94                                  | 7                                   | 7                                   |                                     | 8                                   |                                     |                                     | 3                                   |                                     |                                     | 5                                   | 4                                   | 8                                   | 3                                   | 5                                   | 7                                   |                                     |                                     |                                     |                                     |                                     | 6                                   | 1                                   | 1                                   | 4                                   | 12                                  |                                     |                                     |                                     | 4                                   | 3                                   |                                     |                                     | 6                                   |                                     |                                     |                                     |                                     |
| Australija             | 130                                 | 8                                   |                                     |                                     |                                     |                                     | 5                                   | 4                                   | 5                                   | 5                                   |                                     |                                     |                                     | 4                                   | 8                                   | 12                                  |                                     | 8                                   |                                     | 4                                   | 3                                   | 12                                  |                                     | 8                                   | 5                                   | 2                                   |                                     | 2                                   |                                     |                                     |                                     | 2                                   | 7                                   | 4                                   | 5                                   | 3                                   | 4                                   | 10                                  |
| Belgija                | 127                                 |                                     | 2                                   | 2                                   | 4                                   |                                     |                                     | 10                                  | 7                                   |                                     | 3                                   |                                     | 5                                   |                                     |                                     | 6                                   |                                     | 6                                   |                                     | 5                                   | 2                                   | 5                                   |                                     |                                     |                                     |                                     | 12                                  | 3                                   | 4                                   | 3                                   |                                     | 12                                  |                                     | 5                                   | 12                                  | 5                                   | 7                                   | 7                                   |
| Armenija               | 69                                  |                                     | 5                                   | 1                                   |                                     |                                     | 2                                   | 6                                   |                                     |                                     | 1                                   | 7                                   |                                     |                                     |                                     |                                     |                                     | 3                                   |                                     | 1                                   |                                     |                                     |                                     | 4                                   |                                     | 5                                   |                                     |                                     | 3                                   |                                     |                                     | 10                                  | 8                                   |                                     |                                     | 10                                  |                                     | 3                                   |
| Moldavija              | 20                                  |                                     |                                     |                                     |                                     |                                     |                                     |                                     | 3                                   |                                     |                                     |                                     |                                     |                                     |                                     |                                     | 2                                   |                                     |                                     |                                     | 7                                   |                                     |                                     |                                     | 8                                   |                                     |                                     |                                     |                                     |                                     |                                     |                                     |                                     |                                     |                                     |                                     |                                     |                                     |
| Ukrajina               | 54                                  |                                     | 10                                  | 4                                   |                                     |                                     | 6                                   |                                     |                                     | 2                                   |                                     | 1                                   |                                     |                                     |                                     |                                     |                                     | 7                                   | 3                                   |                                     |                                     |                                     |                                     |                                     |                                     |                                     |                                     |                                     |                                     | 7                                   |                                     |                                     | 12                                  |                                     |                                     |                                     | 2                                   |                                     |
| Norveška               | 52                                  |                                     |                                     |                                     |                                     | 2                                   |                                     |                                     | 1                                   |                                     |                                     |                                     |                                     |                                     | 6                                   | 1                                   |                                     |                                     | 4                                   |                                     |                                     | 4                                   |                                     |                                     |                                     | 4                                   |                                     | 10                                  | 2                                   | 10                                  | 8                                   |                                     |                                     |                                     |                                     |                                     |                                     |                                     |
| Njemačka               | 3                                   |                                     |                                     |                                     |                                     |                                     |                                     |                                     |                                     |                                     |                                     |                                     |                                     |                                     |                                     |                                     |                                     |                                     |                                     |                                     |                                     | 2                                   |                                     |                                     |                                     |                                     |                                     |                                     |                                     |                                     |                                     |                                     | 1                                   |                                     |                                     |                                     |                                     |                                     |
| Litva                  | 81                                  | 10                                  | 3                                   | 7                                   |                                     | 4                                   |                                     | 1                                   | 8                                   |                                     | 7                                   |                                     |                                     |                                     | 1                                   |                                     |                                     | 1                                   |                                     | 3                                   |                                     |                                     |                                     |                                     |                                     |                                     | 10                                  | 4                                   |                                     |                                     |                                     | 6                                   |                                     | 8                                   |                                     |                                     |                                     | 8                                   |
| Izrael                 | 177                                 | 1                                   | 12                                  | 5                                   | 2                                   | 7                                   |                                     | 7                                   |                                     | 12                                  |                                     | 12                                  |                                     | 10                                  |                                     |                                     | 8                                   | 4                                   | 12                                  | 12                                  | 4                                   |                                     | 10                                  | 7                                   | 3                                   | 1                                   |                                     |                                     | 8                                   |                                     | 5                                   | 7                                   |                                     |                                     | 8                                   | 6                                   | 10                                  | 4                                   |
| Slovenija              | 33                                  | 3                                   |                                     |                                     |                                     |                                     |                                     |                                     |                                     |                                     | 6                                   |                                     |                                     |                                     |                                     |                                     | 5                                   |                                     |                                     |                                     |                                     |                                     | 12                                  |                                     |                                     |                                     |                                     |                                     |                                     |                                     |                                     |                                     | 6                                   |                                     |                                     |                                     |                                     | 1                                   |
| Hrvatska               | 11                                  |                                     |                                     |                                     |                                     |                                     |                                     |                                     |                                     |                                     |                                     |                                     |                                     |                                     |                                     | 3                                   |                                     |                                     |                                     |                                     |                                     |                                     | 8                                   |                                     |                                     |                                     |                                     |                                     |                                     |                                     |                                     |                                     |                                     |                                     |                                     |                                     |                                     |                                     |
| Ujedinjeno Kraljevstvo | 15                                  | 4                                   |                                     |                                     |                                     |                                     |                                     | 2                                   |                                     |                                     |                                     |                                     | 4                                   |                                     |                                     |                                     |                                     |                                     |                                     |                                     |                                     |                                     |                                     |                                     |                                     |                                     |                                     | 1                                   |                                     |                                     | 4                                   |                                     |                                     |                                     |                                     |                                     |                                     |                                     |

| Mjesto | Sveukupno              | Sveukupno | Žiri                   | Žiri   | Televoting             | Televoting |
| Mjesto | Zemlja                 | Bodovi    | Zemlja                 | Bodovi | Zemlja                 | Bodovi     |
| ------ | ---------------------- | --------- | ---------------------- | ------ | ---------------------- | ---------- |
| 1.     | Švedska                | 583       | Švedska                | 340    | Finska                 | 376        |
| 2.     | Finska                 | 526       | Izrael                 | 177    | Švedska                | 243        |
| 3.     | Izrael                 | 362       | Italija                | 176    | Norveška               | 216        |
| 4.     | Italija                | 350       | Finska                 | 150    | Ukrajina               | 189        |
| 5.     | Norveška               | 268       | Estonija               | 146    | Izrael                 | 185        |
| 6.     | Ukrajina               | 243       | Australija             | 130    | Italija                | 174        |
| 7.     | Belgija                | 182       | Belgija                | 127    | Hrvatska               | 112        |
| 8.     | Estonija               | 168       | Austrija               | 104    | Poljska                | 81         |
| 9.     | Australija             | 151       | Španjolska             | 95     | Moldavija              | 76         |
| 10.    | Češka                  | 129       | Češka                  | 94     | Albanija               | 59         |
| 11.    | Litva                  | 127       | Litva                  | 81     | Cipar                  | 58         |
| 12.    | Cipar                  | 126       | Armenija               | 69     | Belgija                | 55         |
| 13.    | Hrvatska               | 123       | Cipar                  | 68     | Armenija               | 53         |
| 14.    | Armenija               | 122       | Švicarska              | 59     | Francuska              | 50         |
| 15.    | Austrija               | 120       | Ukrajina               | 54     | Litva                  | 46         |
| 16.    | Francuska              | 104       | Francuska              | 54     | Slovenija              | 45         |
| 17.    | Španjolska             | 100       | Norveška               | 52     | Češka                  | 35         |
| 18     | Moldavija              | 96        | Portugal               | 43     | Švicarska              | 31         |
| 19.    | Poljska                | 93        | Slovenija              | 33     | Estonija               | 22         |
| 20.    | Švicarska              | 92        | Moldavija              | 20     | Australija             | 21         |
| 21.    | Slovenija              | 78        | Albanija               | 17     | Austrija               | 16         |
| 22.    | Albanija               | 76        | Ujedinjeno Kraljevstvo | 15     | Portugal               | 16         |
| 23.    | Portugal               | 59        | Srbija                 | 14     | Srbija                 | 16         |
| 24.    | Srbija                 | 30        | Poljska                | 12     | Njemačka               | 15         |
| 25.    | Ujedinjeno Kraljevstvo | 24        | Hrvatska               | 11     | Ujedinjeno Kraljevstvo | 9          |
| 26.    | Njemačka               | 18        | Njemačka               | 3      | Španjolska             | 5          |

#### 12 bodova
Tablica ispod sadrži informacije o podjeli maksimalnih 12 bodova u finalu.
| #  | Natjecatelji | Države koje su dodijelile 12 bodova |
| -- | ------------ | --- |
| 15 | Švedska      | Ukrajina, Nizozemska, Malta, Moldavija, Irska, Finska, Njemačka, Estonija, Cipar, Danska, Španjolska, Izrael, Albanija, Litva, Ujedinjeno Kraljevstvo |
| 5  | Izrael       | Italija, Azerbajdžan, Francuska, Armenija, Poljska |
| 5  | Italija      | San Marino, Austrija, Hrvatska, Rumunjska, Slovenija                                                                                                  |
| 3  | Belgija      | Australija, Gruzija, Grčka |
| 2  | Australija   | Portugal, Island |
| 2  | Finska       | Norveška, Švedska |
| 1  | Austrija     | Belgija |
| 1  | Češka        | Švicarska |
| 1  | Estonija     | Latvija |
| 1  | Slovenija    | Srbija |
| 1  | Ukrajina     | Češka |

| #  | Natjecatelji | Države koje su dodijelile 12 bodova |
| -- | ------------ | --- |
| 18 | Finska       | Australija, Austrija, Belgija, Danska, Estonija, Njemačka, Island, Irska, Izrael, Latvija, Litva, Nizozemska, Norveška, San Marino, Srbija, Španjolska, Švedska, Ujedinjeno Kraljevstvo |
| 4  | Izrael       | Armenija, Azerbajdžan, Cipar, 🌎 Ostatak svijeta |
| 4  | Ukrajina     | Češka, Moldavija, Poljska, Portugal |
| 2  | Italija      | Albanija, Malta |
| 2  | Armenija     | Francuska, Gruzija |
| 2  | Moldavija    | Italija, Rumunjska |
| 1  | Albanija     | Švicarska |
| 1  | Cipar        | Grčka |
| 1  | Hrvatska     | Srbija |
| 1  | Norveška     | Finska |
| 1  | Poljska      | Ukrajina |
| 1  | Slovenija    | Hrvatska |

## Ostale zemlje
Za pravo sudjelovanja na natjecanju Pjesme Eurovizije, država mora biti punopravni i aktivni član EBU-a te koja će moći prenositi natjecanje putem Eurovizijske mreže. EBU redovito upućuje pozive za sudjelovanje u natjecanju svim aktivnim članovima. Pridruženoj članici Australiji nije potrebna pozivnica za natjecanje 2023., jer je prethodno dobila dopuštenje za sudjelovanje najmanje do 2023.

### Aktivni članoviEBU-a
- Andora – 26. svibnja 2022., Dani Ortolà, voditelj sadržaja andorske televizijske kuće RTVA, potvrdio je kako je mala vjerojatnost da će se zemlja trenutno vratiti na natjecanje kratkoročno ili srednjoročno.[92] Andora je posljednji put sudjelovala na Pjesmi Eurovizije 2009.
- Bugarska – 14. listopada 2022. u komunikaciji s OGAE klubovima, BNT je objavio kako Bugarska neće slati predstavnika na Eurosongu 2023. Također, BNT je mogućnost povratka 2024. sveo na razinu teorije, uz opravdanje kako se sudjelovanje na Eurosongu ne uklapa u programske interese ove televizijske kuće.[93]
- Crna Gora – 13. listopada 2022. crnogorska radiotelevizija objavila je kako nakon sagledavanja dostupnih resursa, troškova cijelog projekta i obaveza koje Javni servis očekuju u nadolazećem razdoblju donesena je odluka o nesudjelovanju na Eurosongu 2023.[94] Ubrzo nakon toga, Enisa Nikaj, koja je predstavljala saveznu državu New York na prvom American Song Contestu (inačica Pjesme Eurovizije u SAD-u), izjavila je kako je trebala predstavljati Crnu Goru na Pjesmi Eurovizije.[95]
- Luksemburg – 2. kolovoza 2022., luksemburška televizijska kuća RTL potvrdila je kako Luksemburg neće nastupiti 2023.[96] Luksemburg je posljednji put sudjelovao na Pjesmi Eurovizije 1993.
- Monako – 22. studenoga 2021. objavljeno je kako je dio proračunskih sredstava Monaka predviđen za sudjelovanje na natjecanju 2023.[97] Međutim, planovi su odgođeni jer je novi televizijski kanal u Monaku, Monte-Carlo Riviera TV, trebao biti pokrenut između lipnja i rujna 2023. umjesto prvobitno zacrtana razdoblja pred kraj 2022.[98] 5. rujna 2022. Monaco Media Diffusion potvrdio je da se zemlja neće vratiti na natjecanje 2023.[99] Monaco je posljednji put sudjelovao na Pjesmi Eurovizije 2006.
- Sjeverna Makedonija – 10. svibnja 2022., makedonska televizijska kuća MRT izjavila je da zbog izvještavanja o incidentu s makedonskom zastavom, koji se dogodio prije natjecanja 2022., razmatraju povlačenje s događaja 2023.[100] U lipnju 2022., urednica umjetničkoga i kulturnoga programa MRT-a i voditeljica makedonskog izaslanstva Meri Popova predložila je niz preporuka za poboljšanje budućih rezultata zemlje na natjecanju, a programsko vijeće MRT-a jednoglasno se složilo s prijedlozima.[101] Međutim, u rujnu 2022., objava proračuna odašiljača za 2023. otkrila je kako nisu dodijeljena sredstva za sudjelovanje na Euroviziji, iako je potvrđeno da će prenositi natjecanje.[102] 14. listopada 2022. godine, makedonska nacionalna televizija objavila je kako Sjeverna Makedonija ipak neće sudjelovati na Pjesmi Eurovizije pozivajući se na financijska ograničenja.[103]
- Slovačka – 10. lipnja 2022., RTVS je potvrdila kako se zemlja neće vratiti 2023., navodeći financijska ograničenja i niske brojke gledanosti tijekom njihova vremena u natjecanju.[104] Slovačka je posljednji put sudjelovala na Pjesmi Eurovizije 2012.

### Pridružene članiceEBU-a
- Kazahstan – U listopadu 2022., producent Zhan Mukanov izjavio je da je kazahstanska televizijska kuća Khabar Agency razgovarala s EBU-om o mogućemu pozivu za prvonastup 2023.[105][106]

### Države koje nisu članiceEBU-a
- Kosovo – 16. svibnja 2022., glavni ravnatelj kosovske kuće RTK, Shkumbin Ahmetxhekaj, izjavio je da televizijska kuća namjerava podnijeti zahtjev za članstvo u EBU-u krajem godine i potvrdio da će Kosovo moći sudjelovati u natjecanju, ako RTK dobije članstvo u EBU-u.[107] Međutim, krajnji rok za prijavu za sudjelovanje 2023. bio je 15. rujna 2022., što kosovsko sudioništvo 2023. čini nemogućim.[108]
- Lihtenštajn – 9. kolovoza 2022., lihtenštajnska kuća 1 FL TV potvrdila je da se više ne namjerava prijaviti za članstvo u EBU-u, stoga na neodređeno vrijeme isključuje mogućnost sudjelovanja u natjecanju.[109]

## Međunarodni prijenosi i izlagači glasova

### Izlagači glasova
Ocjenu od 12 bodova nacionalnih žirija objavit će izlagač svake zemlje sudionice. Do 2. svibnja potvrđeni su sljedeći izlagači glasova: 
1. Ukrajina – Zlata Ognevič
2. Italija – Kaze
3. Latvija – Jānis Pētersons
4. Nizozemska – S10
5. Malta – Ryan Hili
6. Moldavija – Doina Stimpovschi
7. Irska – Niamh Kavanagh
8. San Marino – John Kennedy O'Connor
9. Azerbajdžan – Narmin Salmanova
10. Austrija – Phillipp Hansa
11. Francuska – Anggun
12. Finska – Bess
13. Belgija – Bart Cannaerts
14. Njemačka – Elton
15. Portugal – Maro
16. Hrvatska – Maja Ciglenečki
17. Estonija – Ragnar Klavan
18. Armenija – Maléna
19. Poljska – Ida Nowakowska
20. Rumunjska – Eda Marcus
21. Island – Einar Stefánsson
22. Srbija – Dragana Kosjerina
23. Cipar – Loukas Hamatsos
24. Norveška – Ben Adams
25. Švicarska – Chiara Dubey
26. Australija – Catherine Martin
27. Danska – Tina Müller
28. Španjolska – Ruth Lorenzo
29. Izrael – Ilanit
30. Švedska – Farah Abadi
31. Gruzija – Archil Sulakvelidze
32. Češka – Radka Rosická
33. Slovenija – Melani Mekicar
34. Grčka – Fotis Sergoulopoulos
35. Albanija – Andri Xhahu
36. Litva – Monica Liu
37. Ujedinjeno Kraljevstvo – Catherine Tate

Za razliku od izdanja od 2016. do 2022., u kojima je prethodna zemlja domaćin prva objavila bodove, Ukrajina će biti prva zemlja koja će objaviti svoje bodove žirija, a nakon nje prethodni domaćin, Italija. Trenutačna zemlja domaćin, Ujedinjeno Kraljevstvo, objavit će svoje bodove posljednja kao i obično.

### Međunarodni televizijski i radijski prijenosi
Svi emiteri koji sudjeluju mogu odabrati da imaju komentatore na licu mjesta ili udaljene komentatore koji svojoj lokalnoj publici pružaju uvid u emisiju i informacije o glasovanju. Iako moraju emitirati barem polufinale u kojem glasaju i finale, većina emitera prikazuje sve tri emisije s različitim programskim planovima. Slično tome, neki emiteri koji ne sudjeluju možda i dalje žele emitirati natjecanje. 
Osim toga, EBU će osigurati međunarodne prijenose uživo oba polufinala i finala putem svog službenog YouTube kanala bez komentara.
| Država                 | Program(i) | Prenositelj(i)                      | Komentator(i)                                                                              | Ref.                                    |
| ---------------------- | ---------- | ----------------------------------- | ------------------------------------------------------------------------------------------ | --------------------------------------- |
| Albanija               | sve        | RTSH 1, RTSH Muzikë, Radio Tirana   | Andri Xhahu                                                                                | [ 110 ]                                 |
| Armenija               | sve        | Armenia 1                           | Hrachuhi Utmazyan i Hamlet Arakelyan                                                       | [ 111 ]                                 |
| Australija             | sve        | SBS                                 | Myf Warhurst i Joel Creasey                                                                | [ 112 ] [ 113 ]                         |
| Austrija               | sve        | ORF 1                               | Andi Knoll                                                                                 | [ 114 ]                                 |
| Austrija               | sve        | FM4                                 | Jan Böhmermann i Olli Schulz                                                               | [ 115 ]                                 |
| Azerbajdžan            | sve        | İTV                                 | Azer Suleymanli                                                                            | [ 116 ]                                 |
| Belgija                | sve        | VRT 1                               | Peter Van de Veire                                                                         | [ 117 ]                                 |
| Belgija                | PF2/finale | Radio 2                             | Peter Van de Veire                                                                         | [ 118 ]                                 |
| Belgija                | PF1        | Tipik                               | Jean-Louis Lahaye i Maureen Louys                                                          | [ 119 ]                                 |
| Belgija                | PF2/finale | La Une                              | Jean-Louis Lahaye i Maureen Louys                                                          | [ 119 ]                                 |
| Cipar                  | sve        | RIK 1, RIK Sat                      | Melina Karageorgiou and Alexandros Taramountas                                             | [ 120 ]                                 |
| Češka                  | sve        | ČT2                                 | Jan Maxián                                                                                 | [ 121 ]                                 |
| Danska                 | sve        | DR1                                 | Nicolai Molbech                                                                            | [ 122 ]                                 |
| Estonija               | sve        | ETV                                 | Marko Reikop                                                                               | [ 123 ]                                 |
| Estonija               | sve        | ETV+                                | Aleksandr Hobotov i Julia Kalenda                                                          | [ 123 ]                                 |
| Estonija               | sve        | ETV 2                               | znakovni jezik: razni tumači                                                               |                                         |
| Finska                 | sve        | Yle TV1                             | Mikko Silvennoinen                                                                         | [ 124 ] [ 125 ] [ 126 ] [ 127 ]         |
| Finska                 | sve        | Yle Radio Suomi                     | Sanna Pirkkalainen                                                                         | [ 124 ] [ 125 ] [ 126 ] [ 127 ]         |
| Finska                 | sve        | Yle X3M                             | Eva Frantz i Johan Lindroos                                                                | [ 124 ] [ 125 ] [ 126 ] [ 127 ]         |
| Finska                 | PF1/fnale  | YleX                                | Sini Laitinen                                                                              | [ 124 ] [ 125 ] [ 126 ] [ 127 ]         |
| Finska                 | sve        | Yle Areena                          | švedski: Eva Frantz i Johan Lindroos inari Sami: Heli Huovinen sjeverni Sami: Aslak Paltto | [ 128 ]                                 |
| Finska                 | PF1/fnale  | Yle Areena                          | ruski: Levan Tvaltvadze ukrajinski: Galyna Sergeyeva                                       | [ 128 ]                                 |
| Francuska              | polufinala | Culturebox                          | Anggun i André Manoukian                                                                   | [ 129 ] [ 130 ]                         |
| Francuska              | finale     | France 2                            | Laurence Boccolini i Stéphane Bern                                                         | [ 129 ] [ 130 ]                         |
| Grčka                  | sve        | ERT 1                               | Maria Kozakou i Jenny Melita                                                               | [ 131 ] [ 132 ]                         |
| Grčka                  | sve        | Deftero Programma (radio)           | Dimitris Meidanis, Maria Kozakou i Jenny Melita                                            | [ 131 ] [ 132 ]                         |
| Gruzija                | sve        | 1TV                                 | Nika Lobiladze                                                                             | [ 133 ]                                 |
| Hrvatska               | sve        | HRT 1                               | Duško Ćurlić                                                                               | [ 134 ] [ 135 ] [ 136 ]                 |
| Hrvatska               | sve        | Hrvatski radio - 2. program         | Duško Ćurlić                                                                               | [ 137 ] [ 138 ] [ 139 ]                 |
| Irska                  | PF1/finale | RTÉ One                             | Marty Whelan                                                                               | [ 140 ] [ 141 ]                         |
| Irska                  | PF2        | RTÉ 2                               | Marty Whelan                                                                               | [ 140 ] [ 141 ]                         |
| Island                 | sve        | RÚV                                 | Gísli Marteinn Baldursson                                                                  | [ 142 ]                                 |
| Island                 | sve        | RÚV 2                               | znakovni jezik: razni tumači                                                               | [ 143 ]                                 |
| Italija                | polufinala | Rai 2                               | Gabriele Corsi, Cristiano Malgioglio i Carolina Di Domenico                                | [ 144 ] [ 145 ] [ 146 ]                 |
| Italija                | finale     | Rai 1                               | Gabriele Corsi, Cristiano Malgioglio i Carolina Di Domenico                                | [ 144 ] [ 145 ] [ 146 ]                 |
| Italija                | sve        | Rai Radio 2                         | Mariolina Simone, Diletta Parlangeli Saverio Raimondo                                      | [ 144 ] [ 145 ] [ 146 ]                 |
| Izrael                 | sve        | Kan 11, Kan Educational             | Asaf Liberman, Akiva Novick i Doron Medalie                                                | [ 147 ] [ 148 ]                         |
| Izrael                 | PF1        | Kan 88                              | Asaf Liberman, Akiva Novick i Doron Medalie                                                | [ 147 ] [ 148 ]                         |
| Izrael                 | finale     | Kan Tarbut                          | Asaf Liberman, Akiva Novick i Doron Medalie                                                | [ 147 ] [ 148 ]                         |
| Njemačka               | sve        | KRT 1                               | Gabriela Herceg                                                                            | [ 147 ] [ 148 ]                         |
| Njemačka               | sve        | JKTV 1                              | Sanja Vučić                                                                                | [ 147 ] [ 148 ]                         |
| Latvija                | sve        | LTV 1                               | Toms Grēviņš                                                                               | [ 149 ]                                 |
| Latvija                | finale     | LTV 1                               | Lauris Reiniks                                                                             | [ 149 ]                                 |
| Litva                  | sve        | LRT Televizija                      | Ramūnas Zilnys                                                                             | [ 150 ]                                 |
| Nizozemska             | sve        | NPO 1, BVN                          | Cornald Maas i Jan Smit                                                                    | [ 151 ] [ 152 ]                         |
| Nizozemska             | finale     | NPO Radio 2                         | Wouter van der Goes i Frank van 't Hof                                                     | [ 153 ]                                 |
| Norveška               | sve        | NRK 1                               | Marte Stokstad                                                                             | [ 154 ]                                 |
| Njemačka               | sve        | One                                 | Peter Urban                                                                                | [ 155 ] [ 156 ]                         |
| Njemačka               | finale     | Das Erste                           | Peter Urban                                                                                | [ 155 ] [ 156 ]                         |
| Njemačka               | finale     | DW Deutsch, DW Deutsch+             | TBA                                                                                        | [ 155 ] [ 156 ]                         |
| Poljska                | sve        | TVP1, TVP Polonia                   | Aleksander Sikora i Marek Sierocki                                                         | [ 157 ] [ 158 ] [ 159 ]                 |
| Portugal               | sve        | RTP1, RTP Internacional, RTP África | José Carlos Malato i Nuno Galopim                                                          | [ 160 ]                                 |
| Rumunjska              | sve        | TVR 1, TVRi                         | Bogdan Stănescu i Kyrie Mendel                                                             | [ 161 ]                                 |
| San Marino             | sve        | San Marino RTV                      | Lia Fiorio i Gigi Restivo                                                                  | [ 162 ] [ 163 ]                         |
| Slovenija              | polufinala | TV SLO 2                            | Andrej Hofer                                                                               | [ 164 ] [ 165 ]                         |
| Slovenija              | finale     | TV SLO 1                            | Andrej Hofer                                                                               | [ 164 ] [ 165 ]                         |
| Slovenija              | PF2/finale | Radio Val 202, Radio Maribor        | Maja Stepančič, Maruša Kerec i Neja Jerant                                                 | [ 164 ] [ 165 ]                         |
| Srbija                 | polufinala | RTS 3                               | Duška Vučinić                                                                              | [ 166 ] [ 167 ] [ 168 ]                 |
| Srbija                 | finale     | RTS 1                               | Duška Vučinić                                                                              | [ 166 ] [ 167 ] [ 168 ]                 |
| Srbija                 | sve        | RTS Svet                            | Duška Vučinić                                                                              | [ 166 ] [ 167 ] [ 168 ]                 |
| Španjolska             | PF1        | La 2                                | Tony Aguilar i Julia Varela                                                                | [ 169 ] [ 170 ] [ 171 ] [ 172 ]         |
| Španjolska             | PF2/finale | La 1                                | Tony Aguilar i Julia Varela                                                                | [ 169 ] [ 170 ] [ 171 ] [ 172 ]         |
| Španjolska             | sve        | TVE International                   | Tony Aguilar i Julia Varela                                                                | [ 169 ] [ 170 ] [ 171 ] [ 172 ]         |
| Španjolska             | sve        | Radio Nacional                      | David Asensio, Imanol Durán, Irene Vaquero i Ángela Fernández                              | [ 169 ] [ 170 ] [ 171 ] [ 172 ]         |
| Švedska                | SVT1       | polufinala                          | Edward af Sillén                                                                           | [ 173 ]                                 |
| Švedska                | SVT1       | finale                              | Måns Zelmerlöw                                                                             | [ 173 ]                                 |
| Švedska                | SR P4      | sve                                 | Carolina Norén                                                                             | [ 173 ]                                 |
| Švicarska              | polufinala | SRF zwei                            | Sven Epiney                                                                                | [ 174 ] [ 175 ] [ 176 ]                 |
| Švicarska              | finale     | SRF 1                               | Sven Epiney                                                                                | [ 174 ] [ 175 ] [ 176 ]                 |
| Švicarska              | polufinala | RTS 2                               | Jean-Marc Richard, Nicolas Tanner and Priscilla Formaz                                     | [ 177 ] [ 178 ]                         |
| Švicarska              | finale     | RTS 1                               | Jean-Marc Richard, Nicolas Tanner and Priscilla Formaz                                     | [ 177 ] [ 178 ]                         |
| Švicarska              | polufinala | RSI La 2                            | Ellis Cavallini i Gian-Andrea Costa                                                        | [ 179 ]                                 |
| Švicarska              | finale     | RSI La 1                            | Ellis Cavallini i Gian-Andrea Costa                                                        | [ 179 ]                                 |
| Ujedinjeno Kraljevstvo | polufinala | BBC One                             | Scott Mills i Rylan                                                                        | [ 180 ] [ 181 ] [ 182 ] [ 183 ] [ 184 ] |
| Ujedinjeno Kraljevstvo | finale     | BBC One                             | Mel Giedroyc i Graham Norton                                                               | [ 180 ] [ 181 ] [ 182 ] [ 183 ] [ 184 ] |
| Ujedinjeno Kraljevstvo | finale     | BBC iPlayer                         | Mel Giedroyc i Graham Norton                                                               | [ 180 ] [ 181 ] [ 182 ] [ 183 ] [ 184 ] |
| Ujedinjeno Kraljevstvo | finale     | Znakovni jezik: razni tumači        |                                                                                            | [ 180 ] [ 181 ] [ 182 ] [ 183 ] [ 184 ] |
| Ujedinjeno Kraljevstvo | polufinala | BBC Radio 2, BBC Radio Merseyside   | Paddy O'Connell                                                                            | [ 180 ] [ 181 ] [ 182 ] [ 183 ] [ 184 ] |
| Ujedinjeno Kraljevstvo | finale     | BBC Radio 2                         | Scott Mills and Rylan                                                                      | [ 180 ] [ 181 ] [ 182 ] [ 183 ] [ 184 ] |
| Ujedinjeno Kraljevstvo | finale     | BBC Radio Merseyside                | Claire Sweeney                                                                             | [ 180 ] [ 181 ] [ 182 ] [ 183 ] [ 184 ] |
| Ukrajina               | sve        | Suspilne Kultura                    | Timur Miroshnychenko                                                                       | [ 185 ]                                 |
| Ukrajina               | sve        | Radio Promin                        | Timur Miroshnychenko                                                                       | [ 185 ]                                 |

##### Prijenosi i komentatori zemalja koje ne sudjeluju
| Država              | Program(i) | Prenositelj(i) | Komentator(i)                                               | Ref.            |
| ------------------- | ---------- | -------------- | ----------------------------------------------------------- | --------------- |
| Crna Gora           | sve        | TVCG 2         | Dražen Bauković i Tijana Mišković                           | [ 186 ] [ 187 ] |
| Čile                | finale     | Canal 13       | Sergio Lagos i Rayén Araya                                  | [ 188 ] [ 189 ] |
| Farski Otoci        | sve        | KVF            | farski: danski: Nicoi Molbech                               | [ 190 ] [ 191 ] |
| Kosovo              | sve        | RTK 1          | albanski: Jeta Çitaku i Ylber Asllanaj                      | [ 192 ]         |
| Sjeverna Makedonija | sve        | MRT 1          | Aleksandra Jovanovska i Eli Tanaskovska                     | [ 193 ] [ 194 ] |
| Slovačka            | finale     | Rádio FM       | Daniel Baláž, Lucia Haverlík, Pavol Hubinák i Juraj Malíček | [ 195 ] [ 196 ] |
| SAD                 | finale     | Peacock        | Johnny Weir                                                 | [ 197 ] [ 198 ] |
| SAD                 | sve        | Peacock        | bez komentara                                               | [ 197 ] [ 198 ] |

### Gledanost
| Država                 | Prvo polufinale | Prvo polufinale     | Drugo polufinale    | Drugo polufinale    | Finale              | Finale              | Ref.    |
| Država                 | Gledanost       | Pros. gledanost     | Gledanost           | Pros. gledanost     | Gledanost           | Pros. gledanost     | Ref.    |
| ---------------------- | --------------- | ------------------- | ------------------- | ------------------- | ------------------- | ------------------- | ------- |
| Austrija               | 0.306           | Još nije najavljeno | Još nije najavljeno | Još nije najavljeno | Još nije najavljeno | Još nije najavljeno | [ 199 ] |
| Belgija                | 0.639           | Još nije najavljeno | Još nije najavljeno | Još nije najavljeno | Još nije najavljeno | Još nije najavljeno | [ 199 ] |
| Finska                 | 1.264           | Još nije najavljeno | Još nije najavljeno | Još nije najavljeno | Još nije najavljeno | Još nije najavljeno | [ 200 ] |
| Danska                 | 0.38            | Još nije najavljeno | Još nije najavljeno | Još nije najavljeno | Još nije najavljeno | Još nije najavljeno | [ 199 ] |
| Hrvatska               | 0.94            | Još nije najavljeno | Još nije najavljeno | Još nije najavljeno | Još nije najavljeno | Još nije najavljeno | [ 201 ] |
| Italija                | 1.89            | Još nije najavljeno | Još nije najavljeno | Još nije najavljeno | Još nije najavljeno | Još nije najavljeno | [ 202 ] |
| Litva                  | 0.273           | Još nije najavljeno | Još nije najavljeno | Još nije najavljeno | Još nije najavljeno | Još nije najavljeno | [ 199 ] |
| Nizozemska             | 4.724           | 2.124               | Još nije najavljeno | Još nije najavljeno | Još nije najavljeno | Još nije najavljeno | [ 203 ] |
| Norveška               | 0.604           | Još nije najavljeno | Još nije najavljeno | Još nije najavljeno | Još nije najavljeno | Još nije najavljeno | [ 199 ] |
| Njemačka               | 0.59            | Još nije najavljeno | Još nije najavljeno | Još nije najavljeno | Još nije najavljeno | Još nije najavljeno | [ 204 ] |
| Portugal               | 0.878           | Još nije najavljeno | Još nije najavljeno | Još nije najavljeno | Još nije najavljeno | Još nije najavljeno | [ 199 ] |
| Rumunjska              | 0.065           | Još nije najavljeno | Još nije najavljeno | Još nije najavljeno | Još nije najavljeno | Još nije najavljeno | [ 199 ] |
| Slovenija              | 0.01            | Još nije najavljeno | Još nije najavljeno | Još nije najavljeno | Još nije najavljeno | Još nije najavljeno | [ 199 ] |
| Srbija                 | 0.5             | 0.227               | Još nije najavljeno | Još nije najavljeno | Još nije najavljeno | Još nije najavljeno | [ 199 ] |
| Španjolska             | 0.594           | Još nije najavljeno | Još nije najavljeno | Još nije najavljeno | Još nije najavljeno | Još nije najavljeno | [ 199 ] |
| Švedska                | 1.305           | Još nije najavljeno | Još nije najavljeno | Još nije najavljeno | Još nije najavljeno | Još nije najavljeno | [ 205 ] |
| Ujedinjeno Kraljevstvo | 2.3             | Još nije najavljeno | Još nije najavljeno | Još nije najavljeno | Još nije najavljeno | Još nije najavljeno | [ 206 ] |

## Ostale nagrade
Osim trofeja glavnog pobjednika, sve zemlje sudionice sudjeluju u još nekoliko nagradnih natječaja. Prije natjecanja održava se i glasanje OGAE, "General Organization of Eurovision Fans" (Opća organizacija ljubitelja Eurovizije).

### Nagrada Marcel Bezençon
Dodjela nagrada Marcel Bezençon, koju od 2002. organizira tadašnji šef delegacije Švedske i predstavnik 1992. Christer Björkman, i pobjednik natjecanja Richard Herrey 1984., odaje počast pjesmama u finalu natjecanja. Nagrade su podijeljene u tri kategorije: umjetnička nagrada, nagrada skladatelja i nagrada tiska. Pobjednici su objavljeni malo prije finala 13. svibnja.
| Kategorija          | Država  | Pjesma     | Izvošač       | Tekstopisac(ci)                                                                                        |
| ------------------- | ------- | ---------- | ------------- | --- |
| Umjetnička nagrada  | Švedska | "Tattoo"   | Loreen        | Jimmy "Joker" Thörnfeldt, Jimmy Jansson, Lorine Talhaoui, Moa Carlebecker, Peter Boström, Thomas G:son |
| Nagrada tiska       | Švedska | "Tattoo"   | Loreen        | Jimmy "Joker" Thörnfeldt, Jimmy Jansson, Lorine Talhaoui, Moa Carlebecker, Peter Boström, Thomas G:son |
| Nagrada skladatelja | Italy   | "Due vite" | Marco Mengoni | Marco Mengoni, Davide Petrella, Davide Simonetta                                                       |

### OGAE
OGAE, organizacija koju čini više od četrdeset klubova obožavatelja Eurosonga diljem Europe i šire, provodi godišnju anketu koja je prvi put održana 2002. godine kao nagrada obožavatelja Marcela Bezençona. Nakon što su sve članice kluba glasovale, pobjednica je švedska predstavnica Loreen s pjesmom ''Tatoo''. Top 5 rezultata nalazi se u tablici ispod:
| Država    | Izvođač(i)      | Naziv pjesme             | Rezultat ankete |
| --------- | --------------- | ------------------------ | --------------- |
| Švedska   | Loreen          | "Tatoo"                  | 423             |
| Finska    | Käärijä         | "Cha Cha Cha"            | 394             |
| Francuska | La Zarra        | "Évidemment"             | 302             |
| Norveška  | Alessandra      | ''Queen of Kings''       | 263             |
| Austrija  | Teya and Salena | "Who the Hell Is Edgar?" | 228             |

## Službeni album
Eurovision Song Contest: Liverpool 2023 službeni je kompilacijski album natjecanja, koji je sastavila Europska radiodifuzna unija, a izdala ga je Universal Music Group digitalno 14. travnja 2023. i u CD formatu 28. travnja 2023., a bit će objavljen i na vinilu 12. svibnja 2023.
Album će sadržavati svih 40 natjecateljskih pjesama, uključujući i one pjesme koje se nisu uspjele kvalificirati u finale.